# 沙泽-邦
沙泽-邦（法語：Chazey-Bons，法語發音：[ʃazɛ bɔ̃]）是法国东部安省的一个市镇，由沙泽（Chazey）和邦（Bons）等村镇组成，属于贝莱区。2017年，市镇皮日约并入沙泽-邦。

## 地理
沙泽-邦（45°48'11"N, 5°40'54"E）面积15.44 平方千米，位于法国奥弗涅-罗讷-阿尔卑斯大区安省，该省份为法国东部省份，北起汝拉省，西北接索恩-卢瓦尔省，西接罗讷省和里昂大都会，南至伊泽尔省，东与萨瓦省、上萨瓦省和瑞士接壤。
与沙泽-邦接壤的市镇（或旧市镇、城区）包括：大维里约、谢尼约拉巴尔姆、孔特勒沃、昂代尔和孔东、贝莱、马里尼约、塞泽里约、屈济约、马尼约。
沙泽-邦的时区为UTC+01:00、UTC+02:00（夏令时）。

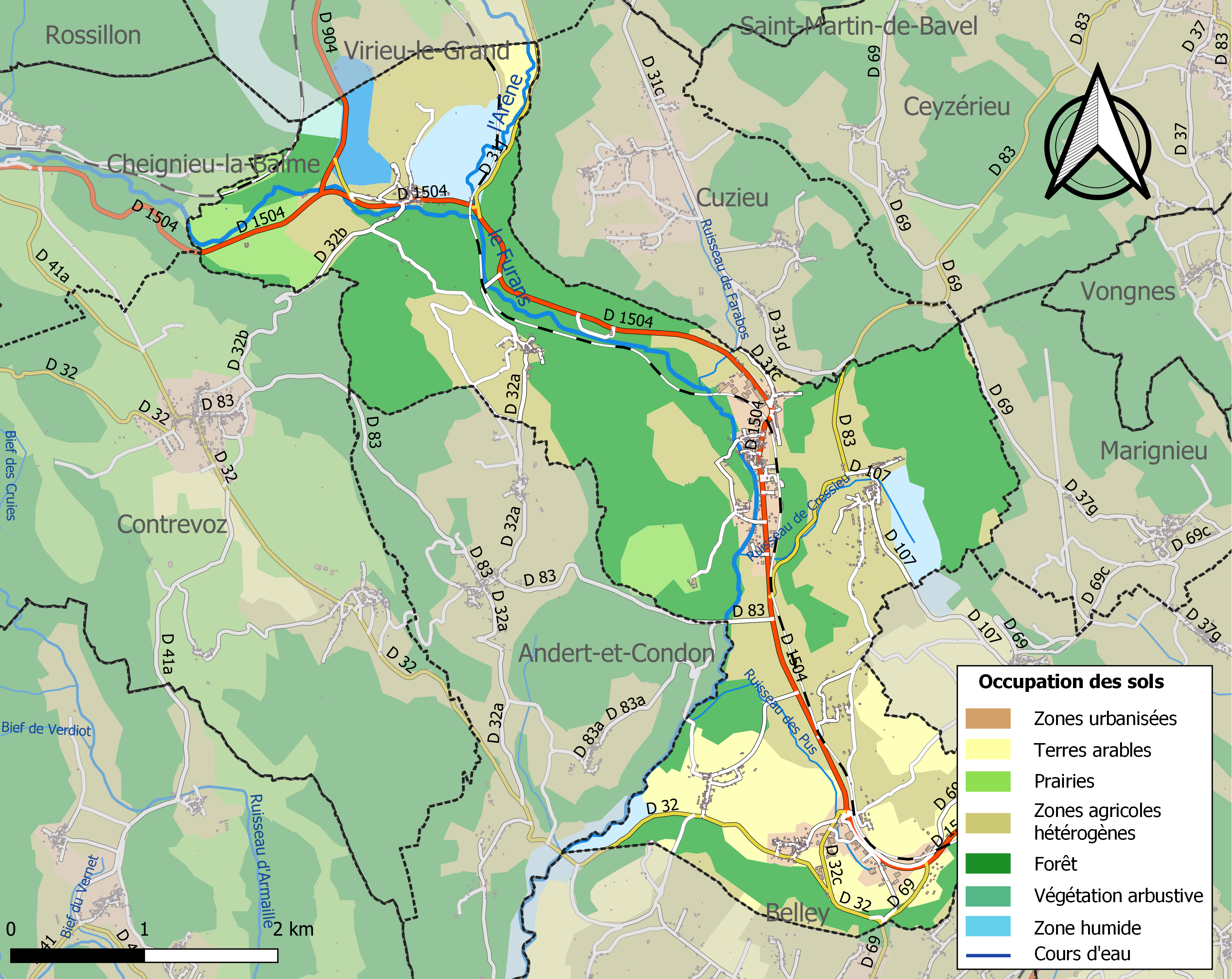
沙泽-邦的OSM定位图

## 行政
沙泽-邦的邮政编码为01300，INSEE市镇编码为01098。

## 政治
沙泽-邦所属的省级选区为贝莱县。

## 人口

1962-2008年间沙泽-邦人口变化图示

沙泽-邦于2022年1月1日时的人口数量为1165人。